# Polymera obscura
Polymera obscura är en tvåvingeart som beskrevs av Pierre Justin Marie Macquart 1838.
Polymera obscura ingår i släktet Polymera och familjen småharkrankar. Inga underarter finns listade i Catalogue of Life.